# Стрельба в мечети Квебека
Стрельба в мечети Квебека (фр. Attentat de la grande mosquée de Québec) — вооружённое нападение вечером 29 января 2017 года на Исламский культурный центр Квебека, мечеть в квартале Сент-Фуа города Квебек, Канада. Шесть верующих были убиты и ещё пятеро получили ранения после вечерней молитвы, когда стрелок вошёл в молитвенный зал незадолго до 20:00 и около двух минут вёл стрельбу из 9-мм пистолета Glock 17 Gen 4. По имеющимся данным, во время нападения в зале находилось около 40 человек.
Нападавший, Александр Биссоннетт, признал себя виновным по шести пунктам обвинения в убийстве первой степени и пяти пунктам обвинения в покушении на убийство. 8 февраля 2019 года Биссоннетт был приговорён к пожизненному заключению без возможности условно-досрочного освобождения в течение 40 лет. После подачи апелляции Апелляционный суд Квебека признал 40 лет без права на условно-досрочное освобождение неконституционно жестоким и необычным наказанием, изменив приговор на пожизненное заключение без возможности условно-досрочного освобождения в течение 25 лет. Прокуроры Квебека попытались восстановить первоначальный приговор, подав апелляцию в Верховный суд Канады. Решение было оставлено в силе 27 мая 2022 года, что означает, что Биссоннетт получит право на условно-досрочное освобождение в 2042 году.

## Предыстория
Провинция Квебек отдаёт предпочтение, свободно говорящим по-французски, поэтому здесь проживает много иммигрантов-мусульман из бывших французских колоний, таких как Сенегал, а также Сирия, Ливан и североафриканские страны Магриба.
В Квебек из Франции иммигрировало множество французских граждан-мусульман, чьи семьи происходят из бывших французских колоний. Арабские жители провинции составляют большую долю её населения, чем в любой другой канадской провинции. Как и большинство иммигрантов в Квебеке, они сосредоточены в Монреале, крупнейшем городе Квебека.
Мусульмане и другие религиозные меньшинства Квебека оказались в центре дебатов о религиозной одежде. Комиссия Бушара-Тейлора по разумному приспособлению в 2007—2008 годах была первой, рекомендовавшей ввести ограничения на религиозную одежду. Последующие правительства пытались ввести ограничения на религиозные предметы одежды, такие как мусульманские головные платки и еврейские шапочки-черепа, с помощью таких законов, как Хартия ценностей Квебека.
В Квебеке проживает около 10 тысяч мусульман. В городе отмечается низкий уровень преступности. В 2015 году в городе было совершено всего два убийства, но в 2017 году количество зарегистрированных преступлений на почве ненависти к мусульманам увеличилось в три раза. По сравнению с другими канадскими городами, в городе активно действует ультраправое сообщество. Местное отделение организации «Солдаты Одина» заявляло, что хочет проводить патрулирование кварталов, где живут мусульмане. На медиа ресурсах местные праворадикальные ведущие радиопередач регулярно выступают с «нападками» на ислам и мусульман как несовместимых с ценностями городского общества.

## Нападение
Стрельба произошла в Исламском культурном центре Квебека в пригороде Квебека Сте-Фуа между 19:54 и 19:56 вечера по восточному времени в воскресенье 29 января 2017 года после вечерней молитвы. Нападавший 27-летний Александр Биссоннетт, убил шесть человек и ранил пятерых, использовав пять магазинов по 10 патронов из 9-мм полуавтоматического пистолета Glock.
После преступления, нападавший скрылся с места преступления и сдался полиции позднее тем же вечером.
30 января 2017 года Биссоннетт признал себя виновным по шести пунктам обвинения в убийстве первой степени и шести пунктам обвинения в покушении на убийство с применением огнестрельного оружия ограниченного поражения.
Подробные факты нападения с использованием показаний свидетелей и шести записей камер наблюдения были обнародованы в апреле 2018 года стороной обвинения во время слушаний по вынесению приговора преступнику и положили конец конспирологическим теориям о том, что в нападении участвовал второй стрелок. Судья запретил публикацию видеозаписей, но разрешил прессе публиковать описания. Подробности были изложенны в приговоре, вынесенном 8 февраля 2019 года.
35 свидетелей находились внутри мечети. По первоначальным данным, от восьми до 19 человек получили незначительные травмы.
За месяц до стрельбы Биссоннетт был отправлен в отпуск с работы в Héma-Québec с тревожным расстройством после ссоры с коллегой. В течение этого месяца он переодично посещал Twitter-аккаунты нескольких правых медиа-персон, включая Такера Карлсона, Лору Инграхам, Дэвид Дьюка, Алекса Джонса, Майка Чернович, Ричарда Б. Спенсера и Келлиэнн Конуэй. За месяц до стрельбы Биссоннетт 93 раза заходил в Твиттер Бена Шапиро.
Биссоннетт также находился в отпуске после окончания университетской программы по политологии. Он должен был вернуться на работу на следующий день после даты произошедшего нападения. Во время отпуска он регулярно посещал исламофобские сайты и искал в Интернете информацию о массовых стрелках. В день стрельбы он завтракал, читая материалы в Интернете, посвящённые джихадистским атакам, массовым убийствам и самоубийствам. После обеда он пил сакэ, читая о массовых стрелках. Когда он узнал по телевизору, что канадское правительство начнёт принимать беженцев, опасающихся иммиграционной политики администрации Трампа и прибывающих на границу США, он решил приступить к давно запланированному расстрелу. В 16:14 Биссоннетт зашёл на страницу Facebook мечети Квебек-Сити. В 17:28 он зашёл в Twitter премьер-министра Джастина Трюдо и прочитал пост, в котором тот приветствовал тех, кто ищет убежища в Канаде. Он отправился к родителям на ужин, а затем пошёл в свою спальню, чтобы лечь спать.

### Нападение на мечеть
Незадолго до 19:54 Биссоннетт подошёл по заснеженной подъездной дорожке к входу в мечеть, открыл кейс с винтовкой и зарядил её. Два брата, Мамаду Барри, 42-х лет, и Ибрагима Барри, 39-ти лет, надели пальто в вестибюле мечети, пока остальные в главном зале общались или молились наедине. Сразу после 7:54 они вышли из здания. Стрелок направил на них винтовку и нажал на спусковой крючок, но оружие заклинило. Испугавшись, братья отступили к входной двери, поскользнулись на льду и упали. Стрелок выронил винтовку, притворно улыбнулся, чтобы показать, что это якобы была шутка, и достал из-под пальто пистолет. Братья Барри быстро встали, чтобы убежать, но Биссоннетт открыл огонь, попав Ибрагиме в левую руку, спину и живот, отчего тот упал. Затем он подошёл к упавшей жертве и выстрелил ей в голову. Мамаду Барри, раненный в плечо и бедро, попытался убежать, но упал в нескольких футах от него. Биссоннетт также выстрелил ему в голову.
Двое других верующих, стоявших у дверей, увидели приближающегося стрелка и скрылись по коридору вестибюля в главный молитвенный зал. В молитвенном зале началась паника. Стрелок вошёл в мечеть, выпустив все десять пуль из своего пистолета. Воспользовавшись возникшим хаосом, он отступил в вестибюль и перезарядился. Несколько человек бросились в михраб, чтобы спрятаться, а другие бежали через запасные выходы. Одному мужчине удалось схватить ребёнка и спрятать его за колонной.
В 19:55 Биссоннетт снова вошёл в молельный зал. В этот раз он выпустил 30 патронов за 30 секунд и особенно часто выбирал людей, пытавшихся укрыться возле михраба и кабинета имама. Он спокойно стрелял в людей, прятавшихся в михрабе, и убил Халеда Белькасеми, 60-летнего профессора Университета Лаваля. 41-летний Абделькрим Хассан был убит возле кабинета имама. Аймен Дербали, приседавший рядом со стрелком, попытался отвлечь его от более людных мест мечети, бросившись к нему, но был ранен в колено и подбородок. Когда Дербали сполз на пол, преступник выстрелил в него ещё 6 раз, но Дербали выжил. Затем нападавший выбрал 44-летнего Абубакера Табти, убив его в упор тремя пулями в голову. Примерно через 20 секунд после начала второго этапа нападения, 57-летний Аззеддин Суфиан, местный бакалейщик и мясник, бросился на Биссоннетта, отбросив стрелка на обувную полку у стены. Биссоннетту удалось отбросить Суфиана достаточно далеко, чтобы освободить руку и дважды выстрелить в него. Затем стрелок выстрелил в спину Низару Гали и ранил в левое плечо Саида Акжура, который спрятался в михребе.
Биссоннетт во второй раз отступил в холл, перезарядил оружие и вернулся в молельный зал через четыре секунды. Обнаружив, что Суфиан продолжает двигаться, нападавший произвёл последний выстрел ему в голову. Затем нападавший переместился в центр молитвенного зала, чтобы получить лучший угол обзора, но большинство людей, толпившихся в михрабе, были хорошо защищены.
В 19:56 преступник вышел из главного входа и скрылся с места преступления на машине своего отца, оставив полуавтоматическую винтовку и чехол для гитары. Он оставил один патрон в пистолете, чтобы покончить с собой в лесу Шарлевуа к северу от города. На месте преступления полиция обнаружила 4 магазина и 48 гильз калибра 9 мм от пистолета Glock, принадлежавшего нападавшему. Полиция обнаружила 28 патронов в винтовке с одним заклинившим патроном и 48 гильз калибра 9 мм от пистолета «Глок» Биссоннетта, находившегося в мечети.
Несколько секунд спустя Мохамед Белкадир, студент инженерного факультета Университета Лаваля, который покинул собрание, чтобы почистить снег, подошёл ко входу в мечеть и позвонил 911, обнаружив братьев Барри. Он осмотрел мечеть, затем вернулся, чтобы оказать помощь первым двум жертвам, сняв пальто, чтобы прикрыть Мамаду, который все ещё был жив. Когда прибыла полиция с оружием наготове, Белкадир убежал, полагая, что убийца вернулся. Его поймали, арестовали как подозреваемого и продержали ночь, но на следующее утро отпустили. Сообщения об аресте породили слухи и конспирологические теории в Интернете о втором стрелке. В марте 2017 года полиция опубликовала показания под присягой, подтверждающие детали этого ареста.

## Жертвы
Шестью жертвами нападения стали:
- Ибрагима Барри (39 лет, IT-работник правительства Квебека)
- Мамаду Тану Барри (42 года, бухгалтер-техник)
- Халед Белкасеми (60 лет, профессор Университета Лаваля)
- Абубакер Табти (44 года, фармацевт-техник)
- Абделькрим Хассан (41 год, компьютерный аналитик правительства Квебека)
- Аззедин Суфиан (57 лет, владелец продуктового магазина)

Двое были гвинейцами, двое алжирцами, один марокканцем и один тунисцем, все с двойным гражданством Канады. Очевидцы и видеонаблюдение показывают, что Суфиан был смертельно ранен, когда бросился на стрелявшего и схватился с ним, спасая несколько жизней. Многие скорбящие назвали его героем. Суфиан был посмертно награждён Звездой мужества. Ещё 35 свидетелей находились внутри мечети. По первоначальным данным, также от восьми до 19 человек получили незначительные травмы.

## Нападавший
Нападавшим был опознан Александр Жорж-Анри Биссоннетт (родился 1 декабря 1989 года), студент Университета Лаваля и бывший курсант канадской армии. Он позвонил в полицию из района, расположенного недалеко от моста Ол д’Орлеан, и сообщил, что виновен в преступлении и хочет сдаться. Университет Лаваля запретил Биссоннетту находиться на территории кампуса, пока идёт судебное разбирательство.
Биссоннетт вырос в Кап-Руж. По словам соседей, его отец и мать принимали активное участие в его жизни и были порядочными родителями, добавляя, что у них никогда не было проблем ни с ним, ни с его братом-близнецом. По словам бывших знакомых, Биссоннетт был интровертом и иногда подвергался издевательствам в школе. Он не был известен полиции, и не имел никаких правонарушений, кроме нарушения правил дорожного движения. До нападения он жил в квартире рядом с мечетью вместе со своим братом-близнецом.
Люди, знавшие Биссоннетта, рассказывали, что он придерживался ультраправых, белых националистических и антимусульманских взглядов. Менеджер страницы в Facebook, посвящённой поддержке беженцев, заявил, что Биссоннетт часто очернял беженцев и феминисток в интернете. Один из членов мечети рассказал, что встретился и поговорил с ним 26 января за пределами мечети, полагая, что он интересуется исламом, но тот уклонился от темы. За месяц до стрельбы Биссоннетт 93 раза заходил в Twitter Бена Шапиро, главного редактора консервативного новостного сайта Daily Wire. Биссоннетт также был сторонником Дональда Трампа и Марин Ле Пен. Несмотря на поддержку правых политиков, он также хвалил сепаратистскую левоцентристскую партию Parti Québécois и пропагандировал националистическую политику этой партии.
Позже он признался полиции, что мотивом для него послужила стрельба на Парламентском холме в Оттаве в 2014 году, когда был убит канадский солдат, охранявший Национальный военный мемориал. До нападения Биссоннетт принял паксил.

## Судебный процесс
30 января Биссоннетту были предъявлены обвинения по шести пунктам в убийстве первой степени и шести пунктам в покушении на убийство. Хотя премьер-министр Канады и премьер-министр Квебека осудили действия Биссоннетта как теракт, обвинения в терроризме не были предъявлены; по мнению канадских юристов, в Уголовном кодексе Канады преступление терроризма требует не только актов насилия, но обычно и сотрудничества с террористической группой, что было бы трудно доказать для одиночного стрелка. Биссоннетт был включён в Публичный доклад 2018 года о террористической угрозе Канаде в контексте правого экстремизма. Шесть пунктов обвинения в убийстве предусматривают максимальное возможное наказание в 150 лет без права на условно-досрочное освобождение в соответствии с Законом 2011 года об отмене скидок за многократные убийства (статья 745.51 Уголовного кодекса) Доказательства против подозреваемого были предоставлены команде защиты 21 февраля. Просьба команды защиты о запрете на публикацию информации о будущих процессах также была удовлетворена.
Биссоннетт заявил полицейским, что его побудила реакция Джастина Трюдо на запрет на поездки Дональда Трампа и что он был убеждён, что беженцы представляют угрозу для его семьи. После первоначального признания невиновности по всем пунктам обвинения 24 марта 2018 года Биссоннетт позже признал себя виновным по всем из них, 28 марта 2018 года. 8 февраля 2019 года суд приговорил его к пожизненному заключению без права на условно-досрочное освобождение на срок не менее 40 лет. 8 марта 2019 года стало известно, что Биссоннетт обжалует приговор.

### Апелляционный суд
26 ноября 2020 года был вынесен вердикт по апелляции Биссоннетта. Трёхпалатный судья Апелляционного суда Квебека единогласно отменил статью 745.51 Уголовного кодекса. По их мнению, она нарушает статью 12 Канадской хартии прав и свобод, которая запрещает жестокие и необычные наказания. Срок условно-досрочного освобождения Биссоннетта был сокращён с 40 до 25 лет

### Верховный суд Канады
30 января 2021 года обвинение подало ходатайство об обжаловании решения в Верховный суд Канады. Верховный суд подтвердил решение суда низшей инстанции о неконституционности "последовательных" пожизненных сроков

## Последовавшие события

### Реакция полиции и арест
В поисках подозреваемых полиция создала сеть и перекрыла мост на Орлеанский остров. Один человек был первоначально задержан полицией в мечети. Биссоннетт сдался возле Орлеанского острова после того, как в 20:10 позвонил в службу 9-1-1, назвал себя стрелком и сообщил своё местоположение. Согласно одному из ранних сообщений, человек, представившийся свидетелем, сказал, что двое нападавших, одетых в чёрное и с квебекским акцентом, вошли в мечеть и крикнули «Аллаху Акбар», после чего открыли огонь.
Позднее полиция установила, что стрелял только один человек и заявила, что только один из задержанных считается подозреваемым. Другой человек был освобождён вскоре после этого и считался свидетелем. Позже он сказал, что был снаружи мечети, когда услышал стрельбу, и зашёл внутрь, когда она прекратилась. Он добавил, что принял появление вооружённой полиции за возвращение стрелка и убежал, после чего был арестован. Согласно показаниям под присягой, опубликованным в СМИ в марте, в момент ареста он оказывал первую помощь пострадавшим. В них также говорится, что погоня за возможным подозреваемым началась после того, как офицер полиции достал пистолет и приказал ему замереть. Позже этот человек был арестован.
Полиция начала рассматривать нападение как террористический инцидент в 10:00 вечера и активировала протокол Structure de gestion policière contre le terrorisme (SGPCT) (Структура полицейского управления по борьбе с терроризмом) — протокол для террористических актов в регионе. Она передала контроль над расследованием провинциальной Интегрированной группе по обеспечению национальной безопасности — совместной антитеррористической целевой группе, в которую входят полиция Монреаля, Сюрете дю Квебек и Королевская канадская конная полиция. В 22:40 полиция объявила, что ситуация находится под контролем, здание оцеплено и жильцы эвакуированы.

### Лечение пострадавших
Раненные были доставлены в различные больницы Квебека, такие как Больница младенца-Жезуса и Госпитальный центр Университета Лаваля.

### Будущие меры безопасности
Филипп Пише, начальник полиции Монреаля, и Максим Педно-Джобен, мэр Гатино, объявили, что в их городах будет усилена охрана местных мечетей. Мартин Който, министр общественной безопасности провинции, заявил, что религиозные здания в провинции будут находиться под пристальным наблюдением, а в столице — полиции Квебек-Сити.

### Памятные мероприятия
30 января по всей Канаде прошли общественные бдения и собрания, чтобы выразить соболезнования жертвам стрельбы, их семьям и обществу. На самом большом собрании, состоявшемся в Квебеке, присутствовали премьер-министр с супругой и лидеры всех официальных федеральных партий. После речей процессия в молчании прошла к месту нападения и оставила цветы перед мечетью. Правительство Квебека также создало реестр соболезнований, где граждане могут присылать свидетельства жертвам нападения и семьям погибших.

### Воздействие на сотрудников служб быстрого реагирования
У стрельбы были вторичные жертвы, которые проявились только после события. 31-летняя Андреанна Леблан была найдена мёртвой в марте 2018 года, одетая в форму фельдшера. В ночь нападения она была на дежурстве, когда получила срочный вызов в мечеть в городском районе Сент-Фуа. Жители Квебека и её коллеги считают её седьмой жертвой стрельбы. Её самоубийство высветило недостаток ресурсов психического здоровья для сотрудников служб быстрого реагирования. Они часто получают психические травмы с посттравматическим стрессовым расстройством или теми же симптомами, иногда спустя годы после аналогичных или повторяющихся травматических вмешательств. Случай Леблан считается катализатором, побудившим министра общественной безопасности Ральфа Гудейла и министра здравоохранения Жинетт Петитпас Тейлор выпустить в апреле 2019 года документ Supporting Canada’s Public Safety Personnel: план действий по борьбе с посттравматическими стрессовыми травмами. Это объявление принесло 29 миллионов долларов нового финансирования.

### Стрельба в мечети Крайстчерча
Подозреваемый в расстреле мечети в Крайстчёрче Брентон Таррант покрыл оружие, использованное при нападении, различными бело-супрематическими и антимусульманскими символами и надписями. Он также написал на оружии имена различных людей, включая имя Александра Биссоннетта.

## Реакция
Стрельба вызвала широкое обсуждение антимусульманского фанатизма, расизма и правого терроризма в Канаде. Премьер-министр Джастин Трюдо назвал стрельбу терактом, однако Биссоннетту не было предъявлено обвинение по статье Уголовного кодекса о терроризме. Решение не предъявлять Биссоннетту обвинения в терроризме подверглось критике со стороны канадских мусульманских групп. В четвёртую годовщину нападения правительство Трюдо объявило о планах отметить день нападения как Национальный день памяти о нападении на мечеть в Квебеке и действий против исламофобии.
Мэр Квебека заявил, что город будет поддерживать семьи жертв в том, что он назвал «ужасным испытанием, не поддающимся разумному объяснению». Премьер-министр Квебека Филипп Куйяр выразил солидарность с семьями и друзьями жертв и написал в Твиттере: "Квебек категорически отвергает это варварское насилие". Он также осудил нападение как терроризм и приказал приспустить флаги на Национальном собрании Квебека. мэр, премьер-министр, а также министр общественной безопасности провинции провели совместную пресс-конференцию и призвали к единству. На конференции Куйяр сделал заявление мусульманскому населению Квебека: «Мы с вами. Вы дома, вам рады в вашем доме. Мы все квебекцы».
Премьер-министр Канады Джастин Трюдо также выразил соболезнования жертвам и осудил стрельбу как «трусливое нападение» и «террористическую атаку на мусульман в центре поклонения и убежища». На слушаниях в Сенате комиссар Королевской канадской конной полиции Боб Полсон назвал подозреваемого «преступным экстремистом» и предупредил о типе терроризма, возникающего из-за радикализации легко поддающихся влиянию людей в связи с растущей политической поляризацией и «едкими» политическими дебатами.
Различные мировые лидеры выразили свои соболезнования в связи с терактом. Папа Римский Франциск, президент России Владимир Путин и президент США Дональд Трамп связались с премьер-министром Трюдо и предложили ему помощь.
В годовщину нападения, 29 января 2018 года, премьер-министр Трюдо выступил в Палате представителей и заявил, что жертвы были «застрелены из-за невежества и ненависти, подпитываемых исламофобией и расизмом», и далее сказал: «Эти нападения стремились разделить эту страну и её граждан, вбить клинья между соседями и сделать врагами незнакомых людей».

Эндрю Шир также заявил, что «стрельба была актом террора», и что: «Прошлогоднее нападение было преступлением на почве ненависти, которое унесло шесть невинных жизней.

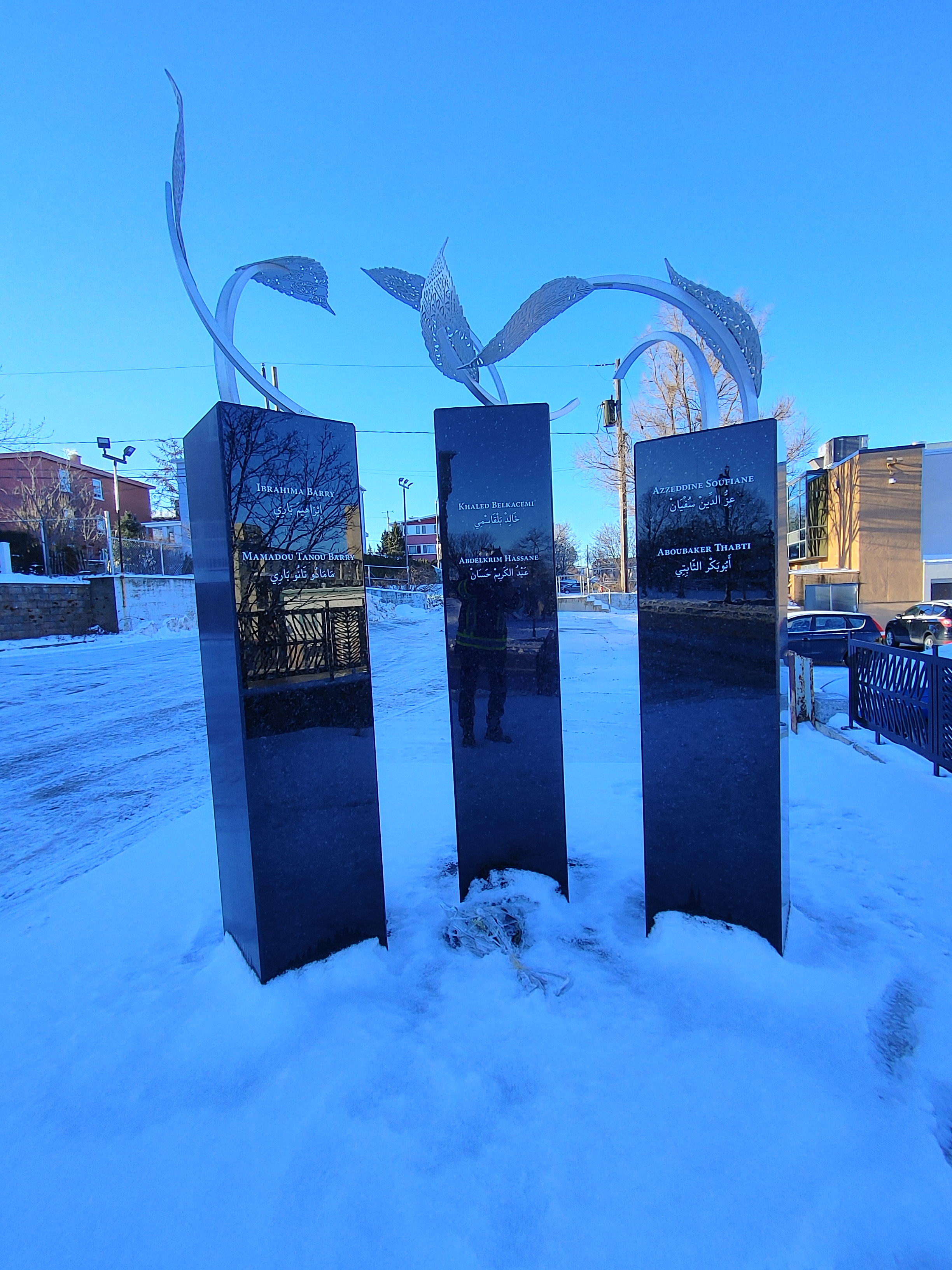
Три столба, которые являются частью мемориала жертвам: Vivre ensemble (Жить вместе)

## Памятные мероприятия
Мечеть: Борьба общины», документальный фильм Ариэля Насра о стрельбе и её последствиях, премьера которого состоялась в 2020 году.